# Nguyễn Phúc Bửu Thạch
Nguyễn Phúc Bửu Thạch (Hán Nôm: 阮福寶石), là tôn thất, đồng thời là quan chức triều Nguyễn.
Ông là cháu nội của Thụy Thái vương Nguyễn Phúc Hồng Y (阮福洪依), con của Kiến Thụy quận công Nguyễn Phúc Ưng Khánh (阮福膺磬).
Ông sinh năm 1875 (Tự Đức thứ 28), tại Thuận Hóa. Năm 1889 (Thành Thái nguyên niên), ông được nhàn tập phong Kiến Thụy hương công (建瑞鄉公). Tháng 5/1896, nhân dịp Hòa Thịnh công Nguyễn Phúc Miên Tuấn làm lễ đại thọ 70 tuổi, vua Thành Thái cử ông thay mặt đến chúc thọ.
Năm 1917 (Khải Định thứ 2), nhậm chức Thị lang Bộ Lễ. Tháng 1/1918, thăng chức Tham tri Bộ Lễ; tháng 3/1918, xuất tuần ra Bắc kỳ cùng vua Khải Định, sung làm Phù liễu Đại thần (扶輦大臣).
Năm 1929 (Bảo Đại thứ 4), thăng làm Tổng đốc Nghệ An. Sau thêm hàm Thượng thư kiêm nhiếp Tôn Nhân Phủ vụ Đại thần. Tháng 1/1933, sung làm Đại Nội Nghi lễ Đại thần. Năm 1939, thêm Hiệp tá Đại học sĩ thì nghỉ hưu.
Ông được tặng nhiều huân chương như: Đại Nam Long tinh, Ngôi sao đen của Benin (Ordre de l'Étoile Noire), Triệu voi và Ô trắng của Lào (Ordre du Million d'Éléphants et du Parasol blanc), Bắc Đẩu Bội tinh, Kim Tiền, Kim Bài.
Ông qua đời năm 1952 tại Huế.
Con trai ông là Kỳ ngoại hầu Nguyễn Phúc Vĩnh Tăng (1911-1986), ông từng viết văn, làm báo, là ký giả của báo Le Chasseur de l’Indochine. Từ năm 1963 đến 1965 Vĩnh Tăng được cử làm Chủ tịch hội đồng Nguyễn Phúc Tộc tại Huế. Về sau ông sang Mỹ định cư và mất tại quận San Diego thuộc bang California.